# La Vouivre
La Vouivre je francouzský hraný film z roku 1989, který režíroval Georges Wilson podle stejnojmenného románu Marcela Aymého vydaného v roce 1943. Snímek měl světovou premiéru dne 11. ledna 1989.

## Děj
Je rok 1919. Arsène Muselier, mladý rolník, který zmizel během války, se jednoho dne znovu k údivu všech objeví ve vesnici.

## Obsazení
| Lambert Wilson       | Arsène Muselier |
| Jean Carmet          | Requiem         |
| Suzanne Flon         | Louise Muselier |
| Jacques Dufilho      | Urbain          |
| Macha Méril          | Robidet         |
| Anne-Marie Pisani    | Emilie          |
| Kathie Kriegel       | Germaine        |
| Jean-Jacques Moreau  | Victor Muselier |
| Pierre Vial          | otec Mindeur    |
| Paola Lanzi          | Belette         |
| Laurence Treil       | Vouivre         |
| Bruno Abraham-Kremer | kněz            |
| Laurence Masliah     | Juliette        |